# 凤凰航运
凤凰航运（武汉）股份有限公司（深交所：000520，简称：凤凰航运），前称长航凤凰股份有限公司，是中国深圳证券交易所的一家上市公司，主营业务范围为水上运输业。
2011年，该公司主营业务收入为2560286756.78元，公司净利润为-882849554.93元，公司总资产为8823498248.28元。